# محمد بن عبد الله السبيل
محمد بن عبد الله السبيل (1345 هـ/1924 - 3 صفر 1434 هـ/17 ديسمبر 2012)، ولد في مدينة البكيرية بمنطقة القصيم. إمام وخطيب الحرم المكي لأربعة وأربعين عامًا وعضو هيئة كبار العلماء وعضو المجمع الفقهي الإسلامي والرئيس العام لشئون المسجد الحرام والمسجد النبوي ورئيس لجنة أعلام الحرم بالمملكة العربية السعودية، وهو أحد الرهائن الناجين من حادثة اقتحام جماعة جهيمان المسلحة الحرم المكي فجرًا حيث كان السبيل هو الإمام الذي يصلي بالناس صلاة الفجر.
قام بأكثر من 100 رحلة دعوية خارج المملكة شملت أكثر من 50 دولة، وألّف 27 كتاباً.

## التعليم
وحفظ القرآن صغيرا. تعلم على يد والده وعلى يد الشيخ عبد الرحمن الكريديس (رحمهما الله). في سن الرابعة عشرة، أحسن تجويد القرآن على يد الشيخ سعدي ياسين. أخذ العلم الشرعي عن أخيه الشيخ عبد العزيز السبيل والشيخ محمد المقبل والشيخ عبد الله بن حميد.

## عائلته
- زوجاته:

له ثلاثة زوجات الزوجة الأولى من عائلة (السديس) والثانية من عائلة (البليهد) والثالثة من عائلة (العمرو).
- أبناؤه:

له عدد من الأبناء والبنات والأحفاد ومن أبنائه الشيخ عمر السبيل إمام وخطيب المسجد الحرام رحمه الله، أ. عبد الله وكيل وزارة البلدية والقروية لتصنيف المقاولين سابقاً نائب مدير عام المعهد العربي للإنماء المدن التابعة (لمنظمة المدن العربية) بالكويت. د. عبد العزيز وكيل وزارة الثقافة والإعلام سابقاً، وأمين عام جائزة الملك فيصل العالمية حاليًا، م. أحمد مدير عام التخطيط الحضري الاستراتيجي لمدينة الرياض لـ الهيئة العامه لتطوير مدينة الرياض، د. عبد الملك عضو هيئة التدريس بجامعة أم القرى بمكة المكرمة.

## السيرة الذاتية
- من 1373 هـ حتى 1385 هـ مشرف في المعهد العلمي في بريدة.
- من 1385 هـ حتى 1429 هـ إمام وخطيب ومُدَرِّس في المسجد الحرام بمكة المكرمة
- عام 1385 هـ عُيِّن رئيساً للمدرسين والمراقبين في رئاسة الإشراف الديني على المسجد الحرام.
- عام 1393 هـ عُيِّن نائباً عاماً لرئيس الإشراف الديني على المسجد الحرام.
- من 1411 هـ حتى 1421 هـ رئيس الرئاسة العامة لشؤون المسجد الحرام والمسجد النبوي.
- من 1413 هـ حتى 1427 هـ عضو في هيئة كبار العلماء بالمملكة العربية السعودية.
- من 1397 هـ حتى 1432 هـ عضو في المجمع الفقهي الإسلامي التابع لرابطة العالم الإسلامي.
- نجا من محاولة القتل في حادثة اقتحام المسجد الحرام والتي قام بها جهيمان وأتباعه عام 1400 هـ حيث كان الإمام الراتب لصلاة الفجر وكانت نهاية الصلاة هي ساعة الاقتحام للحرم.
- قام بأكثر من مائة رحلة دعوية خارج المملكة زار خلالها أكثر من خمسين دولة من دول العالم.
- اشتهر بمشاركاته في برنامج نور على الدرب في إذاعة القرآن الكريم بالسعودية.
- درس على يديه العديد من طلاب العلم والعلماء، منهم الشيخ صالح الفوزان عضو هيئة كبار العلماء   والشيخ عبد الرحمن الكلية رئيس المحكمة العليا والشيخ مقبل بن هادي الوادعي المحدث اليمني المعروف.

## مؤلفاته
- ديوان خطب «من منبر المسجد الحرام».
- «رسالة في بيان حق الراعي والرعية».
- «رسالة في حكم الاستعانة بغير المسلمين في الجهاد».
- رسالة في حد السرقة.
- الخط المشير إلى الحجر الأسود ومدى مشروعيته.
- دعوة المصطفى صلى الله عليه وسلم.
- فتاوى ورسائل مختارة.
- من هدي المصطفى (شرح لعدد من الأحاديث النبوية).
- «حكم التجنس بجنسية دولة غير إسلامية».
- «ديوان شعر».

وغير ذلك.

## وفاته
توفي الشيخ محمد بن عبدالله السبيّل في يوم الإثنين 3 صفر 1434هـ الموافق 17 ديسمبر 2012م. وصلي عليه يوم الثلاثاء 4 صفر 1434هـ الموافق 18 ديسمبر 2012 بعد صلاة العصر في المسجد الحرام في مكة المكرمة.